# Fasangök
Fasangök (Dromococcyx phasianellus) är en fågel i familjen gökar inom ordningen gökfåglar.

## Utbredning och systematik
Fågeln förekommer från södra Mexikos lågland till Brasilien, Paraguay och nordöstra Argentina. Den behandlas som monotypisk, det vill säga att den inte delas in i några underarter.

## Status och hot
Arten har ett stort utbredningsområde, men tros minska i antal, dock inte tillräckligt kraftigt för att den ska betraktas som hotad. Internationella naturvårdsunionen IUCN listar arten som livskraftig (LC). Beståndet uppskattas till i storleksordningen 50 000 till en halv miljon vuxna individer.